# Pomatoschistus knerii
Pomatoschistus knerii е вид лъчеперка от семейство Попчеви (Gobiidae).

## Разпространение
Видът е разпространен в западния басейн на Средиземно и Адриатическо море.